# Histoire du théâtre
 (mai 2019).

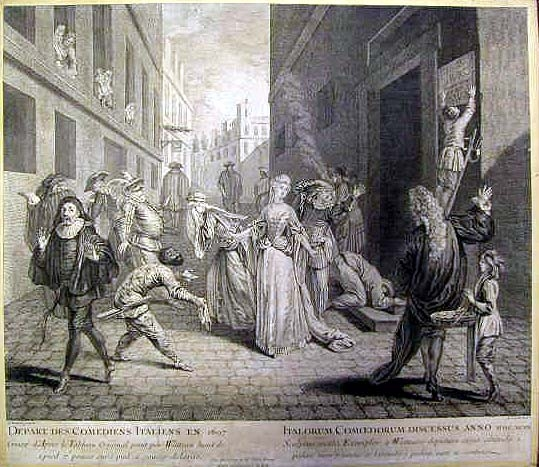
Le Départ des comédiens italiens en 1697, gravure de L. Jacob d'après Watteau.

L’Histoire du théâtre va de l'Antiquité jusqu'au XXIe siècle.

## Antiquité
Selon la Poétique d'Aristote, le théâtre vient du dithyrambe (chant en l'honneur de Dionysos). L’histoire du théâtre occidental débute avec les cérémonies religieuses de la Grèce antique. À ces occasions avait lieu le concours de tragédie. Chaque auteur était subventionné par un mécène et devait présenter une tétralogie (trois tragédies et un drame satyrique), ces quatre pièces étaient jouées à la suite dans la même journée. Le spectacle se déroulait dans un théâtre (theatron) de plein air. Le mot amphithéâtre n’était pas utilisé par les Grecs, mais plutôt par les Romains. Les acteurs étaient uniquement des hommes.
En l’an -534, Thespis associa au chœur (qui chantait des dithyrambes à la gloire des héros grecs) un unique acteur (le protagoniste) qui jouait tous les rôles. À partir d’Eschyle, il y eut un deuxième interprète, puis Sophocle en fit intervenir un troisième. Les personnages et le chœur (tous masculins) étaient alors masqués, comme au début de l’époque romaine (à partir du IIe siècle av. J.-C.).
Ensuite, le théâtre latin se tourne davantage vers la farce et le mime. À l’époque romaine, les représentations étaient jouées dans un théâtre d’architecture légèrement différente du théâtre des Grecs. Il était construit selon les cités sur un espace plat, ou au dos d’une colline. Les acteurs sont désormais maquillés au lieu de porter un masque.
Suit la période des débuts du christianisme où le théâtre est violemment critiqué par les théologiens (Tertullien le qualifiera de démoniaque dans son Des spectacles, Augustin d'Hippone en critiquera l’attrait pernicieux), et les comédiens sont excommuniés (dès le concile de Carthage de 398, voir aussi l’article : excommunication des acteurs).

## Théâtre au Moyen Âge

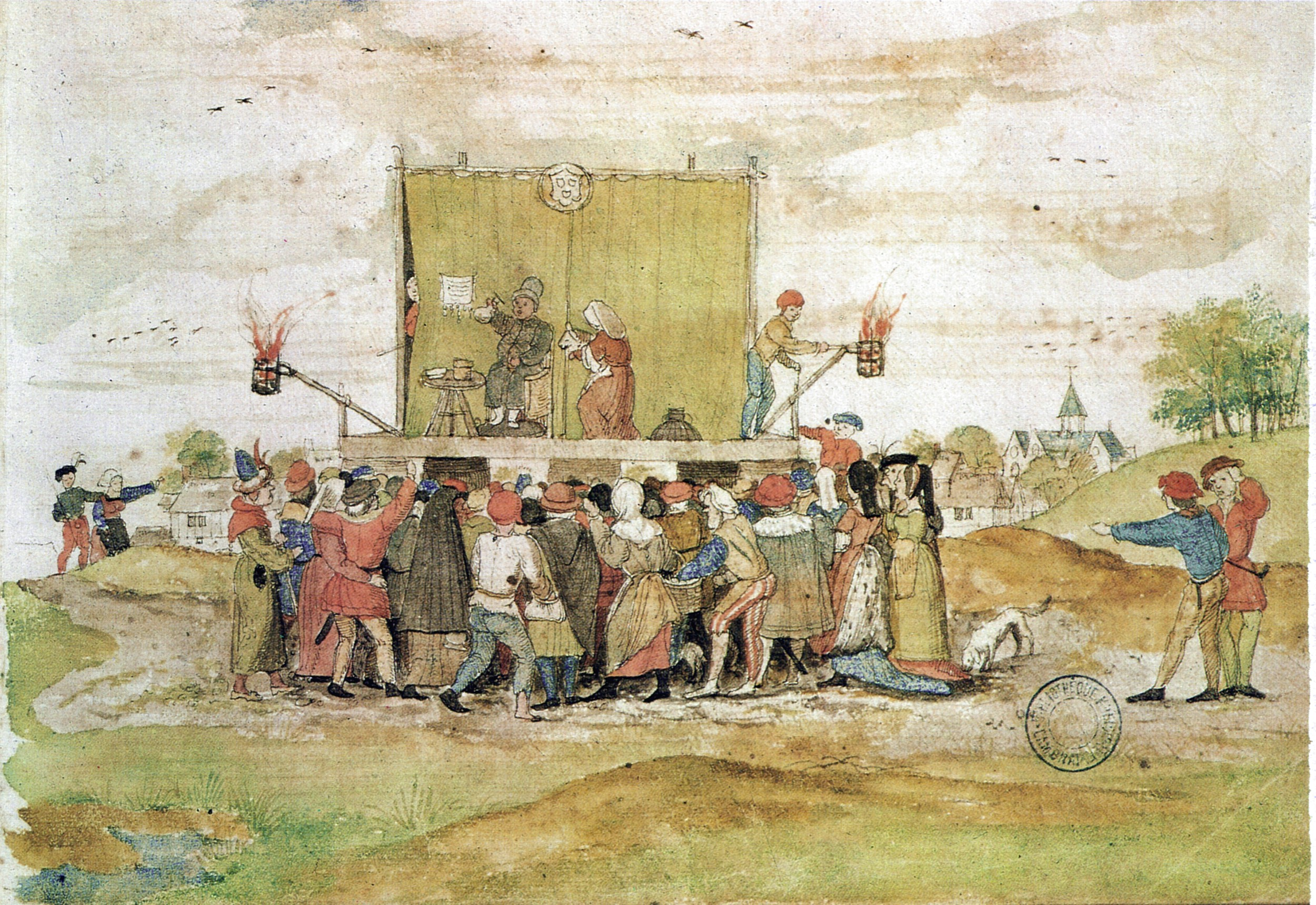
Image d'une représentation d'une farce publiée dans le Chansonnier de Zeghere van Male en 1542. Sur la scène, un médecin examine l'urine d'un animal pour rechercher une maladie. La conception de la scène à partir de planches surélevées permet d'installer partout ce théâtre. Dans le public, on aperçoit deux voleurs qui profitent de la distraction pour opérer leurs larcins.

La pratique du théâtre semble inconnue du Haut Moyen Âge : si les œuvres dramatiques de Térence ou de Sénèque ne sont pas totalement oubliées, elles sont envisagées indépendamment de toute pratique scénique, à tel point que dans ses Étymologies, Isidore de Séville (vers 570-636) commet un contresens sur ce que devait être le théâtre antique : il pensait que le texte et le jeu étaient dissociés, qu'un récitant prenait en charge l'ensemble des répliques de la pièce tandis que d'autres intervenants se contentaient de mimer les actions.
La première œuvre théâtrale du Moyen Âge dont on ait connaissance est une Visite au sépulcre, dont il est question dans les écrits d'un évêque de Winchester, saint Ethelwold (vers 969-975). Il s'agit de la première trace écrite d'un genre que l'on baptisera le drame liturgique. Il était représenté à l'intérieur des églises, devant l'autel, des moines interprétant les rôles des personnages du Nouveau Testament.
On a longtemps cru que le théâtre occidental était né d'une émancipation progressive du drame liturgique, qui serait sorti des églises pour être représenté dans leurs porches ou sur leur parvis. Le Jeu d'Adam, au milieu du XIIe siècle, en représenterait l'aboutissement. Or, si cette pièce présente bien des caractéristiques novatrices sur le plan de la dramaturgie, rien ne prouve qu'elle n'a pas été jouée à l'intérieur des églises.
Une autre voie possible par laquelle le théâtre aurait ressuscité en Occident est celle qui passe par les jongleurs, spécialisés dans une exécution orale des textes de littérature qui mêle constamment narration et interprétation, à une époque où celle-ci se diffuse essentiellement par l'oralité.
C'est en tout cas dans le cadre du développement urbain du XIIIe siècle que le théâtre en langue vulgaire (que l'on appelle alors « Jeu ») prend véritablement son essor par des troupes itinérantes qui se produisent sur les places publiques : onze pièces nous sont parvenues de cette époque, dont près de la moitié viennent d'Arras. On ne connait les noms que de trois de leurs auteurs : Rutebeuf, Adam de la Halle et Jean Bodel. Tous trois sont des jongleurs. Si Jean Bodel, avec Le Jeu de saint Nicolas (1200 environ) et Rutebeuf avec Le Miracle de Théophile (1263-1264) inaugurent la vogue de l'adaptation pour la scène de la littérature hagiographique (genre dit des « Miracles »). Adam de la Halle met en scène, avec Le Jeu de la feuillée (1276) un univers entièrement profane.
Après un ralentissement au cours de la période troublée, du XIVe au XVe siècle on voit apparaître ou se développer de nouveaux genres théâtraux : farces, soties, moralités, mystères.
Les mystères sont joués dans le cadre de fêtes liées au calendrier liturgique. Ils mettent en scène essentiellement la Passion et la Résurrection du Christ, parfois des personnages de l’Ancien Testament, les Apôtres, ou retracent la vie de saints.
Si, aujourd'hui, le théâtre se rapproche d'un genre littéraire, il s'en distinguait plus fortement au Moyen Âge. Aujourd'hui, une pièce est souvent plus lue que jouée ; on étudie les personnages la plupart du temps par le texte écrit. Il n'en était pas question au Moyen Âge, où pour l'immense majorité des gens, même pour qui le pratiquait, le théâtre n'existait que joué. Malheureusement nous ne disposons que de peu d'informations sur ce jeu. Nous ne disposons pas de compte-rendu des représentations, aussi nous en ignorons les interprétations ou les styles.
Une autre importante différence avec le théâtre d'aujourd'hui est qu'au Moyen Age, les auteurs, les autrices, ne cherchaient pas à faire œuvre d'originalité. Leur objectif était surtout de créer une pièce à partir d'une source ancienne, déjà mainte fois recopiée, et de la recopier mieux que les fois précédentes. Ce que nous appelons liberté créatrice était restreint à cette époque : les grandes lignes d'une pièce, les personnages, étaient fixés par la tradition.

## La Renaissance
Au XVe siècle, on redécouvre les tragédies de Térence et de Sénèque.
À la Renaissance, les formes principales de la fin du Moyen Âge subsistent, mais en 1548, la représentation des mystères est interdite, seules des pièces « profanes, honnêtes et licites » peuvent être créées. Apparaît un théâtre nouveau qui, tout en rompant avec les traditions littéraires, renoue avec l’Antiquité.

## LeXVIIesiècle
À partir du moment où la division religieuse s’instaure avec la réforme protestante, au XVIe siècle, les mystères religieux disparaissent. L'Église oscille alors selon les époques, les volontés du prince (ainsi l'édit de Louis XIII le 16 avril 1641 semble lever l'opprobre frappant les comédiens) ou l'évolution socio-culturelle entre tolérance (tel Georges de Scudéry, proche du cardinal de Richelieu dans son Apologie du Théâtre en 1639) ou interdiction (tel André Rivet dans son Instruction chrestienne touchant les spectacles publics des Comœdies et Tragœdies en 1639 ou la traduction en 1664 du Traité contre les danses et les comédies de Charles Borromée qui incite certains évêques français à excommunier temporairement les comédiens) contre les spectacles religieux. Le concile de Soissons ne lèvera l'excommunication mineure qu'en 1849. L'esthétique du théâtre classique s'impose en France, avec pour principaux représentants Pierre Corneille, son frère Thomas Corneille, Jean de Rotrou, Tristan L'Hermite, Paul Scarron, Molière, Jean Racine ou encore Philippe Quinault. Cela se déroulait dans des salles de théâtre créées pour l'occasion. Au XVIIe siècle, les théâtres annoncent leur spectacle à 14h et les représentations débutaient après 16h,.
En Angleterre, la victoire des puritains porte un coup fatal au théâtre élisabéthain qui s'était développé depuis le milieu du siècle précédent : les théâtres sont fermés par Olivier Cromwell en 1642. Les dramaturges Ben Jonson, Christopher Marlowe, et surtout William Shakespeare en avaient été les principaux représentants.
En Espagne, le « Siècle d'or » est contemporain des œuvres dramatiques de Lope de Vega, Tirso de Molina ou Calderón, qui élaborent une dramaturgie s'éloignant des canons aristotéliciens, notamment en ce qui concerne la distinction entre les genres comique et tragique.

## LeXVIIIesiècle

### En France

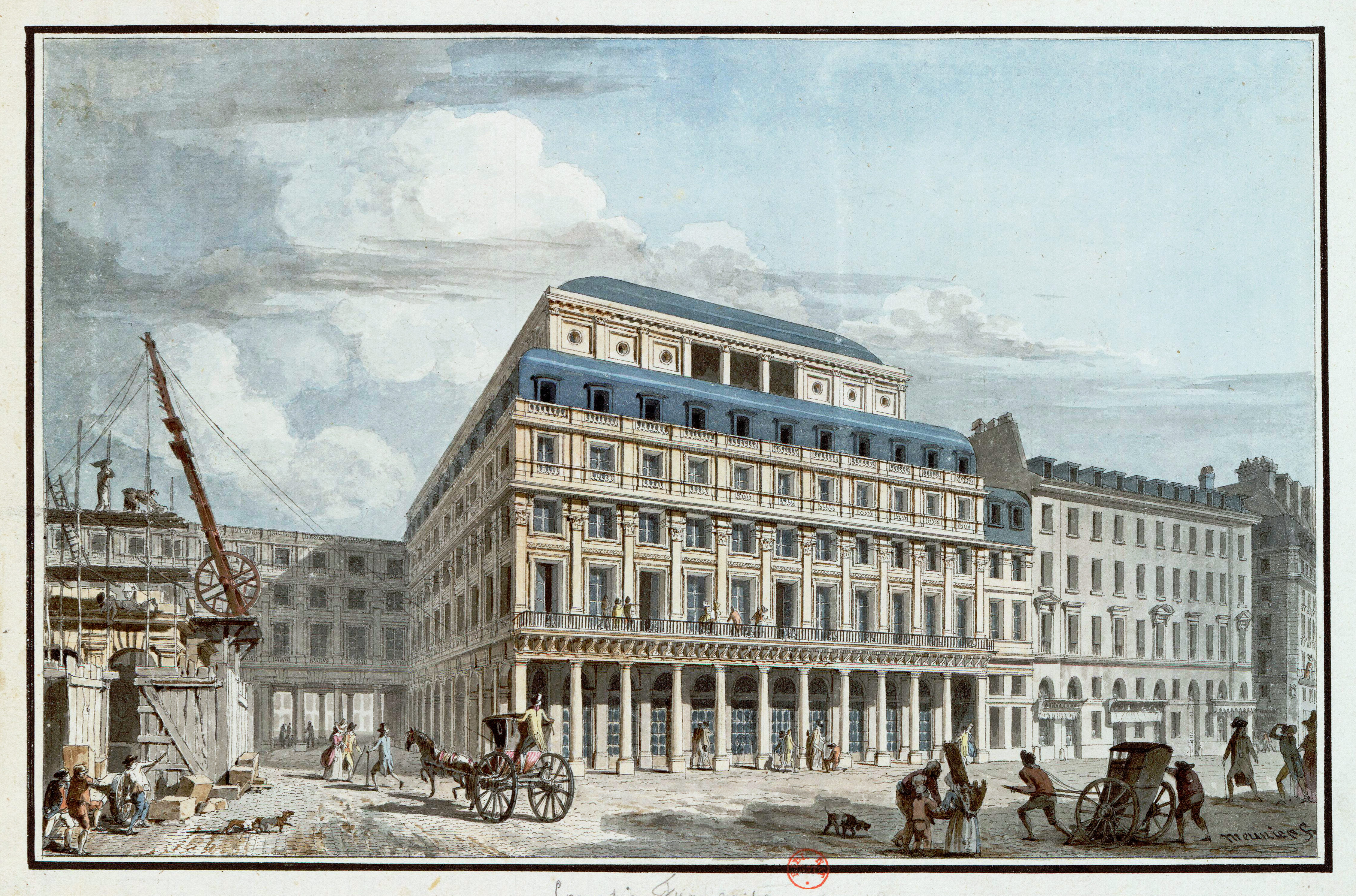
La Comédie-Française au XVIIIe siècle

Au début du XVIIIe siècle, l’influence des grands dramaturges du siècle de Louis XIV persiste sur la scène de la Comédie-Française. La comédie issue de Molière se voit admirablement prolongée par un auteur comme Jean-François Regnard. La Tragédie, au-delà des imitations raciniennes que l'on perçoit chez Antoine Houdar de La Motte, se tourne vers la mise au théâtre de scènes d'horreur à la limite de la malséance chez Prosper Jolyot de Crébillon.
Néanmoins, des renouvellements plus profonds apparaissent avec les tragédies de Voltaire (1694-1778) qui introduit des sujets modernes en gardant la structure classique et l’alexandrin (Zaïre, Mahomet) et qui obtient de grands succès. La censure est toujours active comme en témoignent, sous Louis XVI, les difficultés de Beaumarchais pour publier son Mariage de Figaro.
La libération des mœurs de la Régence apporte un autre renouvellement du théâtre avec le retour, dès 1716, des Comédiens italiens chassés par Louis XIV et le début d’une très grande vogue du spectacle théâtral : on se presse pour admirer Lélio, Flaminia, Silvia… et rire des lazzis et du dynamisme des personnages issus de la commedia dell’arte comme Arlequin, Colombine ou Pantalon. C’est dans cette lignée que trouve place Marivaux (1688-1763) et ses comédies qui associent la finesse de l’analyse du sentiment amoureux et la subtilité verbale du marivaudage aux problèmes de société en exploitant le thème emblématique du couple maître-valet. les Fausses Confidences, le Jeu de l'amour et du hasard ou l'Île des esclaves constituent quelques-unes de ses œuvres majeures.

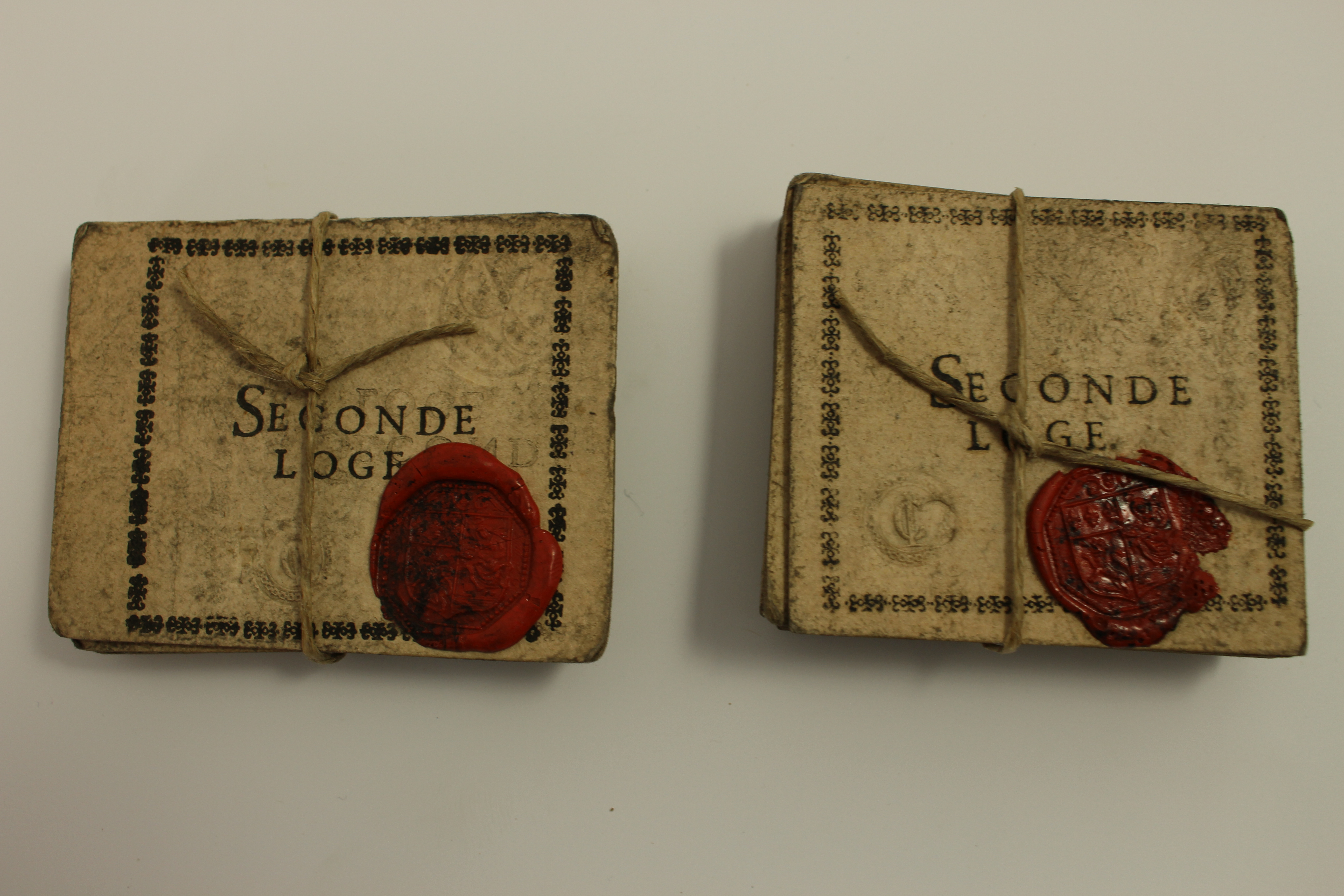
Billets de théâtre (collection du Musée des Hospices civils de Lyon).

Lesage (1668-1747) a, lui aussi, marqué la comédie de mœurs avec son Turcaret (1709), mais l’autre grand auteur de comédies du siècle est Beaumarchais (1732-1799) qui se montre habile dans l’art du dialogue et de l’intrigue, mais aussi dans la satire sociale et politique à travers le personnage de Figaro, valet débrouillard qui conteste le pouvoir de son maître et qu’on retrouve dans deux œuvres majeures : le Barbier de Séville (1775) et le Mariage de Figaro (1784).
Le théâtre du XVIIIe siècle est marqué aussi par des genres nouveaux, aujourd’hui considérés comme mineurs mais que reprendra et transformera le XIXe siècle, comme la comédie larmoyante et le drame bourgeois qui mettent en avant des situations pathétiques dans le contexte réaliste de situations dramatiques qui touchent des familles bourgeoises. Quelques titres explicites : le Fils naturel (Diderot, 1757), le Père de famille (Diderot, 1758), le Philosophe sans le savoir (Sedaine, 1765), la Brouette du vinaigrier (Mercier, 1775) ou encore la Mère coupable (Beaumarchais, 1792).
De nouveaux genres apparaissent, qui associent texte et musique, tels le vaudeville ou l’opéra comique, ainsi que des textes de réflexion sur le théâtre avec Diderot et son Paradoxe sur le comédien, les écrits de Voltaire pour défendre la condition des gens de théâtre toujours au ban de l’Église, et les condamnations du théâtre pour immoralité par Rousseau.
Le théâtre de société, encore peu étudié, s’est développé au XVIIIe siècle, notamment en Suisse romande, encouragé sans doute par la présence de Voltaire près de Genève, et de Germaine de Staël au château de Coppet. Ce théâtre amateur, joué par, et pour, des amis dans les demeures de riches particuliers, devient, pour ces derniers, une manière d’affirmer leur rang social. Le château d'Hauteville (Saint-Légier), près de Vevey, a notamment conservé un corpus documentaire exceptionnel (y compris des décors et costumes) s’étendant du XVIIIe au XXe siècle,.

À Paris, après l'ouverture en 1763 du théâtre de la Gaîté sur le boulevard du Temple, une douzaine de "Petits Théâtres" et salles de spectacles supplémentaires commencent à braver le monopole des grandes salles des théâtres de l'Opéra, des Italiens et de la Comédie Française, puis en 1782 du Théâtre Français (Odéon) outre une poignée de théâtre privés de quelques nobles amateurs et fortunés, et fleurissent dans le centre de la Capitale, notamment autour du Palais Royal et des grands boulevards, en comprenant des Vauxhall, salles de concerts et de bal, qui apparaissent à partir de 1769 et deux cirques à partir de 1783 (outre les premiers panoramas en 1799). En abolissant les privilèges, la révolution française libéralise la création des théâtres par la loi du 13 janvier 1791, qui dispose dans son article 1 que « Tout citoyen pourra élever un théâtre public et y faire représenter des pièces de tout genre en faisant, préalablement, une demande à la municipalité ». En moins de dix ans, près de vingt cinq nouveaux théâtres sont créés à Paris, après que le Théâtre de Monsieur ou Théâtre Feydeau, autorisé par privilège du roi Louis XVI, ait été construit en 1790, en portant leur total à une quarantaine de salles avant 1800. Dans son article 3, la loi de 1791 rétablit le droit d'auteur, après que dans la nuit du 4 août 1789 le tout récent privilège obtenu par Beaumarchais en 1777 ait été aboli, pour instaurer ce qui deviendra la Société des Auteurs : 

« Les ouvrages des auteurs vivants ne pourront être représentés sur aucun théâtre public sans le consentement formel et écrit des auteurs, sous peine de confiscation du produit total des représentations au profit de l’auteur. »

### En Allemagne
Le philosophe et dramaturge Lessing pose, avec son ouvrage la Dramaturgie de Hambourg (1767-1769) les bases de l'esthétique du drame romantique. Le groupe de Weimar, avec Schiller (Don Carlos, 1787) et Goethe (Egmont, 1788), contribue fortement au développement du théâtre en Allemagne, suivi par Auguste Schlegel avec ses traductions de Shakespeare (de 1797 à 1810) et Calderón (de 1803 à 1809).

## LeXIXesiècle
Par l'ordonnance du 19 janvier 1802 Napoléon Bonaparte réglemente la police extérieure et intérieure des salles de spectacles en ce qui concerne la responsabilité des entrepreneurs et directeurs sur la sécurité des personnes, les règles de sécurité incendie, la bonne gestion de l’arrivée des voitures, la fermeture des accès entre salle et scène pendant le spectacle, l’interdiction de revendre des billets ailleurs que dans le théâtre, d'y circuler pendant les représentations et de porter des chapeaux dans la salle, etc. Ami de l'acteur François-Joseph Talma et grand amateur de théâtre, au point de se faire accompagner d’une troupe de comédien lors de ses campagnes jusqu'en Russie, où il modifie, par le décret de Moscou, les statuts de la Comédie-Française, il va, dès 1806, se préoccuper du sort des salles parisiennes et décide d’en limiter le nombre à huit, conscient que de nombreuses salles édifiées à la hâte dans la tourmente révolutionnaire ne parviennent pas à assumer leurs frais d’exploitation. En 1807, par le décret sur les théâtres, il rétablit le « Privilège », qui devient impérial, pour quatre théâtres subventionnés (Théâtre de l'Académie impériale de Musique (Opéra), Théâtre de l’Impératrice (Odéon), Opéra comique, Théâtre Français (Comédie française)) et quatre privés (Théâtres du Vaudeville, des Variétés, de la Porte Saint-Martin, de la Gaîté), soit un théâtre pour cent mille habitants.
La Restauration va de nouveau libéraliser le théâtre. Le privilège, redevenu royal avec le retour des Bourbons, est de moins en moins rigoureux et sa réglementation va s'alléger. On verra bientôt réapparaître certaines des salles précédemment supprimées et cette période va rendre plus célèbres encore deux lieux essentiels de la capitale : les Grands Boulevards et le boulevard du Temple, ce dernier tirant son surnom de boulevard du Crime du répertoire particulièrement violent des mélodrames qui se jouent dans un groupe d'une dizaine de théâtres contigus, qui disparaîtront à partir de 1854 avec l'aménagement de l'actuelle place de la République (Théâtre historique (Théâtre Lyrique), Cirque-Olympique (Théâtre-National), Théâtre des Folies-Dramatiques, Théâtre de la Gaîté, Théâtre des Funambules, Théâtre des Délassements-Comiques, Théâtres de Mme Saqui, des Pygmées et du Petit Lazari, outre de nombreux cabarets et café-concerts).

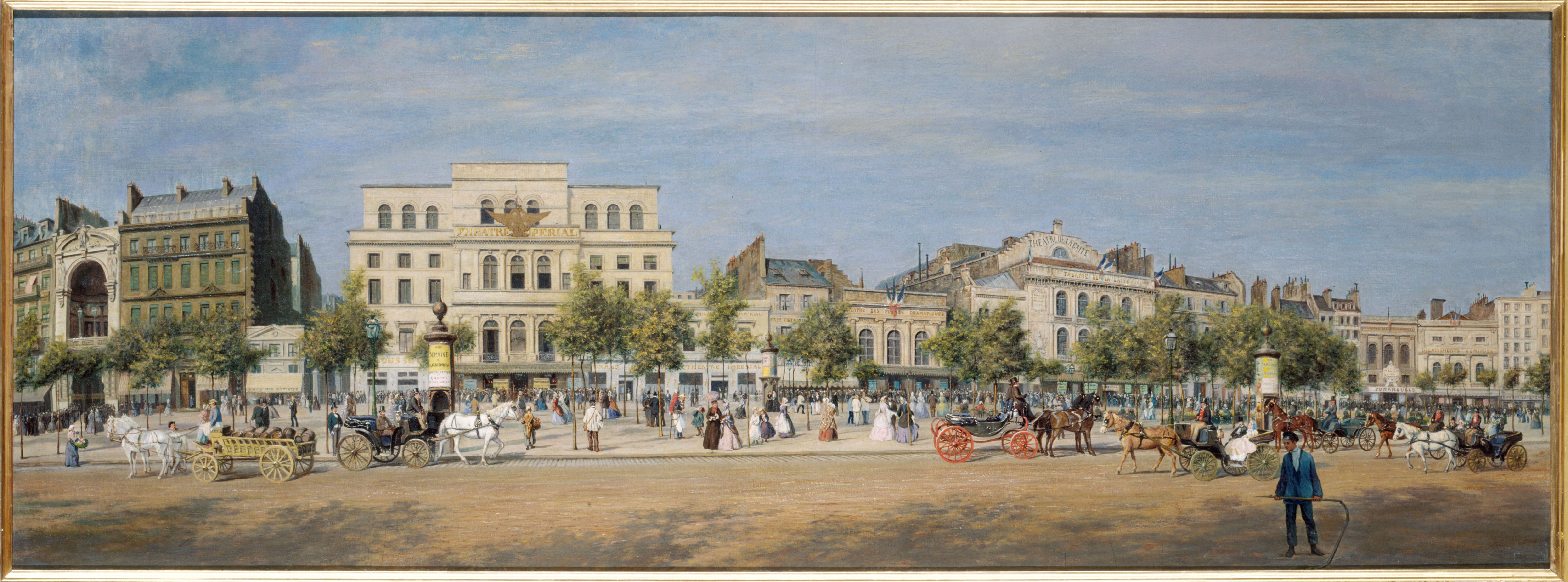
Peinture de 1862 représentant le boulevard du Temple avec, de gauche à droite, le Théâtre historique, le Cirque-Olympique, les Folies Dramatiques, la Gaîté, Théâtre des Funambules, les Délassements-Comiques (tableau d'Adolphe Martial Potémont, musée Carnavalet).

Le drame bourgeois est renié en bloc, les spectateurs désormais familiarisés à la liberté n'y trouvent plus leur compte, pire encore les histoires des drames bourgeois les font maintenant rire d'un rire moqueur.
Cependant, le drame romantique arrive au galop dans cette période qui ne veut plus d'histoires réservées à un public bourgeois. Victor Hugo est alors le principal auteur du drame romantique. Son style d'écriture déclenche une guerre d'opinion entre certains classiques et certains modernes appelée bataille d'Hernani.
La censure (rétablie en 1793 sous la Terreur) guette et Alfred de Musset ne peut pas faire représenter ses pièces sur scène car celles-ci pourraient paraître trop choquantes. Il décide donc d'écrire des pièces à lire et à imaginer. Ces pièces sont pour la plupart des proverbes, c'est-à-dire des pièces dont le titre est un proverbe bien connu de l'époque (par exemple, On ne badine pas avec l'amour, 1834 et Il ne faut jurer de rien, 1836 et dont l'intrigue doit être un commentaire de ce proverbe).
Les comédiennes restent souvent assimilées à des prostituées au XIXe siècle, surtout que les mœurs, au théâtre, sont perçues comme plus sulfureuses qu'ailleurs. Certaines, par leur travail et le soutien de leurs pairs, deviennent célèbres, et rapportent beaucoup d'argent à leur groupe. Le statut des comédiennes évolue par le fait que la révolution reconnaît les comédiens en tant que citoyens, alors qu'ils étaient le plus souvent excommuniés auparavant. Cette évolution est remise en cause pour les femmes par le régime concordataire français en 1801, qui marque un retour de positions catholiques, et par le Code civil (France) établi en 1804, qui privilégie la position masculine. Les comédiennes, du fait qu'elles sont souvent célibataires, sont encore plus défavorisées par le code civil. Cependant les comédiennes, au moins les plus célèbres, sont de plus en plus jugées non seulement sur le corps, mais sur leur capacité à devenir des figures publiques, capables de capter un public, et par là susceptibles d'indépendance et d'engagement politique ; l'actrice mademoiselle George est un exemple de cette évolution. Cette émancipation est concomitante d'une curiosité très forte pour la vie privée des comédiennes, qui, au moins, fait réfléchir sur leur pratique supposée de la prostitution. Elle est rendue possible par une redéfinition, entre 1750 et 1850, de ce qu'est l'espace public, du développement du journalisme et de la commercialisation des loisirs.
Les vedettes, comme mademoiselle George ou Catherine-Joséphine Duchesnois, rapportent tant d'argent au théâtre qu'elles exercent un pouvoir économique. Cependant, le public manifeste à leur égard presque un droit de propriété : il exige tout connaître de leur vie privée et intime ; il menace par ses cabales de les destituer ; il arrive même que le public joue la pièce, dans la salle, montrant aux actrices ce qu'elles doivent faire ; le public exprime ses opinions politiques, très rarement dans le calme, désignant roi et reine, les destituant aussitôt après. Le théâtre devient un terrain de jeu de la démocratie, malgré les interférences du pouvoir, mais il est certainement lourd à vivre pour les vedettes.
Le « décret impérial relatif à la liberté des théâtres » (XI, Bull. 1173, n°11,933) du 18 janvier 1864 abolit le « système du privilège », dès lors, "[t]out individu peut faire construire et exploiter un théâtre" (dans le respect des lois) et y faire représenter des "ouvrages dramatiques de tous les genres". La censure préalable, "aux termes du décret du 30 décembre 1852", est toutefois maintenue.

## La fin duXIXesiècleet le début duXXesiècle(jusqu'aux années 1910)
Le drame entre en crise, désormais on ne vient plus au théâtre pour voir des pièces épiques, mais pour voir la réalité sous deux formes, parfois concurrentes, parfois complémentaires : le drame naturaliste, notamment représenté par André Antoine, qui représente une peinture de la vie ouvrière et/ou artisanale la plus précise possible, les histoires sont très souvent des adaptations de romans d'auteurs naturalistes comme Émile Zola, et le drame symboliste, notamment représenté par Maurice Maeterlinck, qui représente quant à lui une réalité spirituelle où les dialogues prennent le pas sur les actions et où des évènements jusque-là négligés par le théâtre apparaissent (comme la mort naturelle de la fille de l'aveugle dans L'Intruse, 1890).
Entre 1800 et 1900, 32 000 pièces ont été représentées à Paris, la fin de la Belle Époque voyant la coupure entre théâtres officiels, commerciaux et d'avant-garde (tel le Théâtre-Libre ou le théâtre de l’Œuvre). Paris compte alors une quarantaine de salles et près de 200 cafés-concerts, au point qu'on peut parler de « dramatocratie », le théâtre participant à la fabrication de l'opinion publique comme les journaux. À partir du Second Empire, le théâtre est néanmoins concurrencé par la société du spectacle (cabaret, spectacle sportif). L’abolition, en 1864, du privilège interdisant l’édification de nouvelles salles de spectacle, rétabli après 1852, provoque la création de nombreux théâtres et Paris passe très vite d'une trentaine de salles en 1870 à 43 au début du XXe siècle, jusqu'à dépasser 200 salles en 2016, en comptant les Petites salles, telles que les Cafés-Théâtres, mais sans inclure celles de banlieue, soit une salle pour dix mille habitants intra muros.

## Le début duXXesiècle(à partir des années 1910)
En 1906, la censure théâtrale qui régnait encore sur la scène est abolie en France par une manœuvre budgétaire, le moyen détourné consistant à supprimer le traitement des censeurs. La pièce de Guillaume Apollinaire Les Mamelles de Tirésias, écrite en 1903 mais représentée seulement pour la première fois en 1917 profite alors d'un renouveau de cette abolition et fait disparaître, à titre non exclusif évidemment, la règle d'unité d'action, qui était la seule règle des trois unités à rester depuis l'assouplissement dû au drame romantique. Apollinaire désigne sa pièce comme étant un drame surréaliste.
Un peu plus tard, le déferlement du cinéma classique, qui suit la fin de la Première Guerre mondiale en Europe, oblige le théâtre à créer une nouvelle norme pour se distinguer du nouvel art. Pour cela, on décide de faire passer la psychologie du ou des personnage(s) avant l'intrigue, ce qui crée de fait un théâtre radicalement différent de ce qu'il était jusque-là.[réf. nécessaire]
Un renouveau est aussi marqué dans la dramaturgie, en effet, certains dramaturges reprennent des pièces tragiques de l'époque grecque antique en les réécrivant à la manière moderne, comme Jean Cocteau (Antigone, 1922), Jean Giraudoux (Électre, 1937) et Jean Anouilh (Antigone, 1944). Contrairement à toutes les reprises des pièces tragiques depuis la Renaissance, ces pièces ne reprennent pas le thème du choix que doit affronter le personnage principal inventé par Sénèque et anobli par Pierre Corneille d'où son nom générique de choix cornélien, ne laissant donc de tragique uniquement l'idée du personnage maudit ou de la famille maudite.
Les travaux du Bauhaus dans le domaine architectural, particulièrement les recherches de Schlemmer sur les correspondances entre espace et plan, remodèlent l'organisation de la salle de théâtre, la scénographie, et le matériel de décors. Organisation de la salle : scène circulaire dans une salle en arène, ou scène en U, toutes formes facilitant l'unité du spectacle et du spectateur. Scénographie : réflexions sur les mouvements et le jeu des comédiens, dans l'objectif d'intégrer la pureté des jeux mécaniques, comme avec les marionnettes, comme dans le ballet triadique. Matériel des décors : intégration des outils de régie dans le spectacle lui-même, usage de techniques contradictoires, ou d'équilibre de contraires, tels films, ascenseurs, automobiles, toute machinerie, tout instrument d'optique, favorisant l'émergence de nouvelles formes élémentaires.
Selon Moholi-Nagy : « Il est temps de se lancer dans une activité scénique qui n'autorise plus les gens à être des spectateurs silencieux, qui leur permettra de fusionner avec l'action qui se déroule sur la scène. » Cette vision prémonitoire se réalisera dans la deuxième moitié du XXe siècle, notamment à la suite des bouleversements de l'année 1968. Elle aboutira, entre autres, au développement du spectacle de rue.

## La moitié duXXesiècle
L'impact majeur de la Seconde Guerre mondiale au niveau moral de la civilisation fait qu'on ne peut plus penser le théâtre comme on l'a toujours pensé, bien au contraire, les dramaturges cherchent maintenant à écrire des pièces (des anti-pièces pour paraphraser Eugène Ionesco) où il n'y a plus d'actions concrètes. Le théâtre de l'absurde est l'appellation qui fut attribuée à ce courant, en référence aux thèses philosophiques d'alors, principalement celles d'Albert Camus et Jean Paul Sartre. Mais les connaisseurs de cette période et les historiens lui préfèrent l'appellation de « Nouveau théâtre ». Les principaux dramaturges sont Samuel Beckett (En attendant Godot, 1953), Eugène Ionesco (La Cantatrice chauve, 1950), Jean Genet avec Les Bonnes et Arthur Adamov dans la première partie de sa carrière (La Parodie, 1947).

## La fin duXXeet le début duXXIesiècle
Après cette effervescence de renouvellement, les recherches théâtrales échappent largement aux auteurs pour devenir l'affaire des metteurs en scène : Jacques Copeau et le Cartel des quatre (Louis Jouvet, Georges Pitoëff, Charles Dullin et Gaston Baty) avant la seconde guerre mondiale, puis Jean Vilar, Jean-Louis Barrault ou Marcel Maréchal, qui font un théâtre renouvelé en s'appuyant sur les anciens et sur des auteurs étrangers, mais également sur Paul Claudel dont les œuvres ont été écrites mais peu ou pas jouées entre les deux guerres.
Michel Vinaver, qui a commencé sa carrière d'auteur dramatique avec Les Coréens (pièce qui fut interdite dans un spectacle de Gabriel Monnet, puis créé à Paris en 1955), suspend longtemps sa participation à la vie dramatique avant d'y revenir tout à la fin du XXe siècle. Mais d'autres auteurs français comme René de Obaldia, Armand Gatti, Bernard-Marie Koltès ou Jean-Luc Lagarce sont joués et reconnus.
Les créations collectives par des groupes metteur en scène / troupe se développent, particulièrement après les Happenings ou les prestations du Living Theatre autour des idées de 1968, comme une nouvelle forme de création dramatique. Ariane Mnouchkine et son Théâtre du Soleil travaille ainsi sans interruption entre 1963 et aujourd'hui. Plus récemment arrivé, Joël Pommerat propose plusieurs spectacles fondés sur cet esprit de création collective.
L'étude des spectateurs du théâtre constate que la « sortie au théâtre » est reconvertie par les enquêtes sociologiques des années 1970 en « pratique culturelle » minoritaire – 15 % des Français de plus de 15 ans sont allés au théâtre en France au moins une fois dans l’année selon une enquête de 1973. Malgré cette relative stagnation de la population des spectateurs du théâtre, les propositions de spectacles théâtraux n'ont cessé de se multiplier grâce à l'action des collectivités locales qui soutiennent un nombre croissant de compagnies ou de lieux de diffusion, grâce au système d'assurance chômage particulier qui crée le statut d'intermittent du spectacle et aide à la viabilité économique des entreprises en favorisant la survie économique du statut des acteurs et techniciens malgré les aléas de l'emploi. Le théâtre en province s'est quantitativement développé entre 1975 et aujourd'hui (nombre de troupes, effectifs de spectateurs, effectifs des professionnels) mais sans produire une réelle dynamique dans la création de formes nouvelles.
On assiste également au développement du théâtre de rue qui s'inspire des théâtres d'intervention venus d'Amérique latine et des États-Unis. Cette forme refuse l'enfermement dans la salle de spectacle qui trie socialement le public pour s'adresser à l'ensemble de la société.

## Liens